# Новосілля (Новобузька міська громада)
Новосі́лля — село в Україні, у Новобузькій міській громаді Баштанського району Миколаївської області. Населення становить 239 осіб.

## Населення

### Мова
Розподіл населення за рідною мовою за даними перепису 2001 року:
| Мова       | Кількість | Відсоток |
| ---------- | --------- | -------- |
| українська | 234       | 97.91%   |
| російська  | 5         | 2.09%    |
| Усього     | 239       | 100%     |